# Karbach (Bawaria)
Karbach – gmina targowa w Niemczech, w kraju związkowym Bawaria, w rejencji Dolna Frankonia, w regionie Würzburg, w powiecie Main-Spessart, wchodzi w skład wspólnoty administracyjnej Marktheidenfeld. Leży około 14 km na południowy zachód od Karlstadt.

## Demografia
| Rok  | Liczba mieszk. |
| ---- | -------------- |
| 1970 | 1154           |
| 1987 | 1308           |
| 2000 | 1356           |
| 2005 | 1403           |

## Oświata
(na 1999)

W gminie znajduje się 50 miejsc przedszkolnych (z 43 dziećmi) oraz szkoła podstawowa (14 nauczycieli, 252 uczniów).